# Zajar Slyusarenko
Zajar Kárpovich Slyusarenko (en ruso: Заха́р Ка́рпович Слюсаре́нко, en ucraniano: Заха́р Ка́рпович Слюсаре́нко, romanizado: akhar Karpovych Sliusarenko; Zmíyiv, Imperio ruso, 16 de septiembre de 1907 – Kiev, Unión Soviética, 6 de abril de 1987)  fue un teniente general soviético que participó en la Segunda Guerra Mundial en las filas del Ejército Rojo. En el curso de dicha contienda recibió dos veces el título de Héroe de la Unión Soviética por el valor y el coraje demostrados al mando de la 56.º Brigada de Tanques de la Guardia.

## Biografía

### Infancia y juventud
Zajar Slyusarenko nació el 16 de septiembre de 1907 en la pequeña localidad rural de Zmíyiv en la gobernación de Járkov —en esa época situado en el Imperio ruso, actualmente ubicado en el óblast de Járkov en Ucrania— en el seno de una familia de campesinos ucranianos. Su familia se mudó a Merefa en 1909, donde completó sus estudios y comenzó a trabajar en una fábrica de vidrio en 1923. De octubre de 1929 a mayo de 1931 fue secretario del comité del Komsomol de la fábrica, luego, entre mayo y septiembre de 1931, fue jefe del departamento de organización del comité del Partido de la fábrica. Al año siguiente se graduó en la Escuela Superior del Movimiento Sindical de Járkov.
Se alistó en el Ejército Rojo en 1932. Después de graduarse de la Escuela Blindada de Oriol en 1934, comandó un pelotón de tanques en el 4.º Regimiento de Tanques Pesados y, en noviembre de 1935, fue transferido a otra unidad. En abril tomó el mando de un pelotón de entrenamiento de la escuela de regimiento de la 4.ª Brigada de Tanques (situada en el Distrito Militar de Járkov), antes de ser nombrado jefe de Estado Mayor del 57.º Batallón de Tanques. Al mando de dicha unidad participó en la invasión soviética de Polonia. En marzo de 1940, se convirtió en comandante del batallón de tanques pesados del 19.º Regimiento de Tanques de la 10.ª División de Tanques (situado en el Distrito Militar Especial de Kiev).

### Segunda Guerra Mundial
Al inicio de la invasión alemana de la Unión Soviética, Slyusarenko era comandante de batallón en la 10.ª División de Tanques. Su bautismo de fuego se produjo el 22 de junio de 1941, en las batallas por las zonas fronterizas de Ucrania occidental. En los combates que siguieron quedó rodeado cerca de Berdichev y Uman, pero logró escapar del cerco en ambas ocasiones. Después del avance, se convirtió en comandante de un batallón de la 133.ª Brigada de Tanques en septiembre de 1941, y en mayo de 1942 fue ascendido a subcomandante de la 168.ª Brigada de Tanques. Varios meses más tarde se le dio el mando del 49.º Regimiento Independiente de Tanques de la Guardia, donde logró avances en el Frente de Leningrado durante la defensa de la ciudad de Leningrado.
En febrero de 1944, se convirtió en comandante de la 56.ª Brigada de Tanques de la Guardia, una posición en la que lideró múltiples avances importantes en las líneas enemigas. Éxitos por los que fue galardonados con dos Estrellas de Oro de Héroe de la Unión Soviética. Durante la ofensiva de Leópolis-Sandomierz, la unidad tomó el control del territorio controlado por el enemigo en Polonia, incluida una importante cabeza de puente en la margen izquierda del Vístula. A pesar de enfrentarse a múltiples contraataques, lograron ampliar su control de la cabeza de puente de Sandomierz. Por sus acciones en esa operación se le concedió el título de Héroe de la Unión Soviética el 23 de septiembre de 1944. Luego pasó a luchar en las ofensivas del Vístula-Oder, Silesia, Berlín y Praga. Su segunda Estrella de Oro le fue concedida tras el final de la guerra, el 31 de mayo de 1945, por el cruce del inundado canal Telt en la periferia sur de Berlín; durante la batalla por la capital alemana, su brigada avanzó a través de territorio enemigo fuertemente defendido, destruyendo en el proceso 48 tanques, dos trenes, dos almacenes, tomando más de 400 prisioneros y matando a más de 600 combatientes enemigos. Fue herido seis veces en la guerra, pero sólo fue hospitalizado dos veces.

### Posguerra
Después de la guerra permaneció al mando de su brigada hasta agosto de 1945; debido a la reorganización del ejército, fue nombrado comandante del 56.º Regimiento de Tanques de la Guardia de la 7.ª División de Tanque de la Guardia, que pasó a ser degradado a batallón en diciembre de 1946. En 1947 fue ascendido a subcomandante de la 180.ª División Mecanizada de la Guardia, puesto que abandonó a finales de 1948 para asistir a los Cursos Académicos Avanzados para Oficiales de la Academia Militar de las Fuerzas Blindadas y Mecanizadas, donde se graduó en 1949. De 1950 a 1956 estuvo al mando de la 3.ª División de Tanques, durante su periodo al mando de esa unidad fue ascendido a mayor general en 1953, y en 1957 se graduó en la Academia Militar del Estado Mayor de las Fuerzas Armadas de la URSS.
Entre noviembre de 1957 y septiembre de 1960 fungió como comandante del 10.º Cuerpo de Ejército en el Distrito Militar del Báltico. Posteriormente, entre septiembre de 1960 y agosto de 1965, ocupó el puesto de subcomandante y jefe de entrenamiento de combate del Grupo de Fuerzas del Norte (situadas en Polonia) y fue ascendido a teniente general en 1963, se retiró del servicio activo en el ejército en 1965. Murió en Kiev el 6 de abril de 1987 y fue enterrado en el cementerio de Báikove.

## Condecoraciones

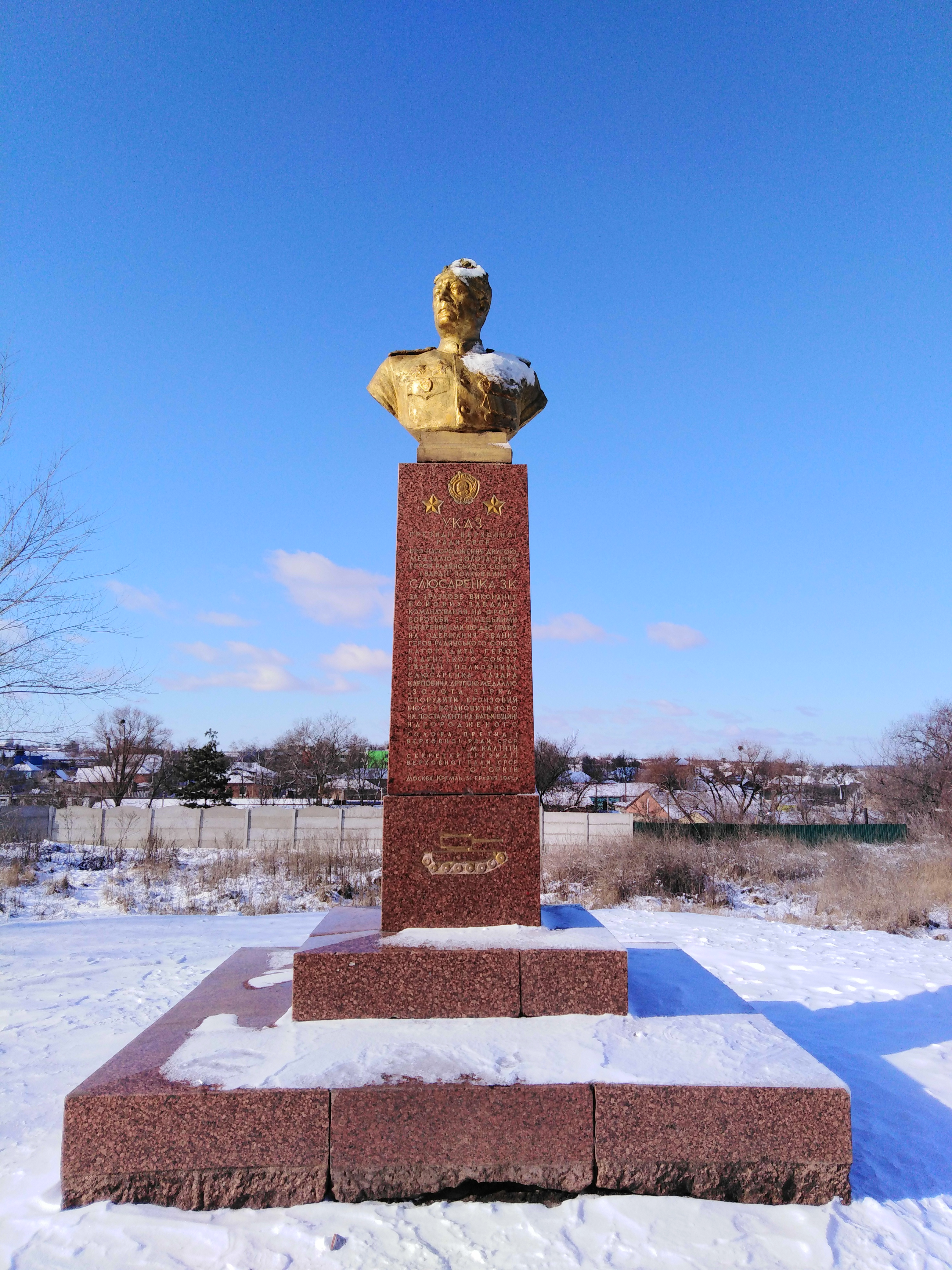
Busto de bronce de Zajar Slyusarenko en Zmíyiv (Ucrania)

A lo largo de su carrera militar Zajar Slyusarenko fue galardonado con las siguientes condecoraciones:
Unión Soviética
- Héroe de la Unión Soviética, dos veces (23 de septiembre de 1944 y 23 de mayo de 1945)
- Orden de Lenin, dos veces (7 de diciembre de 1941 y 23 de septiembre de 1944)
- Orden de la Bandera Roja (20 de abril de 1953)
- Orden de Suvórov de 2.do grado (6 de abril de 1945)
- Orden de la Guerra Patria de 1.er (11 de marzo de 1985) y 2.do grado (5 de noviembre de 1942)
- Orden de la Estrella Roja (6 de noviembre de 1945)
- Medalla por el Servicio de Combate (3 de noviembre de 1944)
- Medalla Conmemorativa por el Centenario del Natalicio de Lenin
- Medalla por la Defensa de Leningrado
- Medalla por la Defensa de Moscú
- Medalla por la Defensa de Stalingrado
- Medalla por la Victoria sobre Alemania en la Gran Guerra Patria 1941-1945 (1945)
- Medalla Conmemorativa del 20.º Aniversario de la Victoria en la Gran Guerra Patria de 1941-1945
- Medalla Conmemorativa del 30.º Aniversario de la Victoria en la Gran Guerra Patria de 1941-1945
- Medalla Conmemorativa del 40.º Aniversario de la Victoria en la Gran Guerra Patria de 1941-1945
- Medalla por la Conquista de Berlín
- Medalla por la Liberación de Praga
- Medalla del 30.º Aniversario de las Fuerzas Armadas de la URSS
- Medalla del 40.º Aniversario de las Fuerzas Armadas de la URSS
- Medalla del 50.º Aniversario de las Fuerzas Armadas de la URSS
- Medalla del 60.º Aniversario de las Fuerzas Armadas de la URSS
- Medalla del 70.º Aniversario de las Fuerzas Armadas de la URSS

Otros países
- Polonia - Cruz de Plata de la Orden Virtuti Militari (9 de junio de 1945)
- Polonia - Medalla de la Victoria y la Libertad 1945
- Polonia - Medalla por el Oder, Neisse y el Báltico
- Checoslovaquia - Cruz de la Guerra de Checoslovaquia (1939-1945)